# Bruno Aschenbrenner

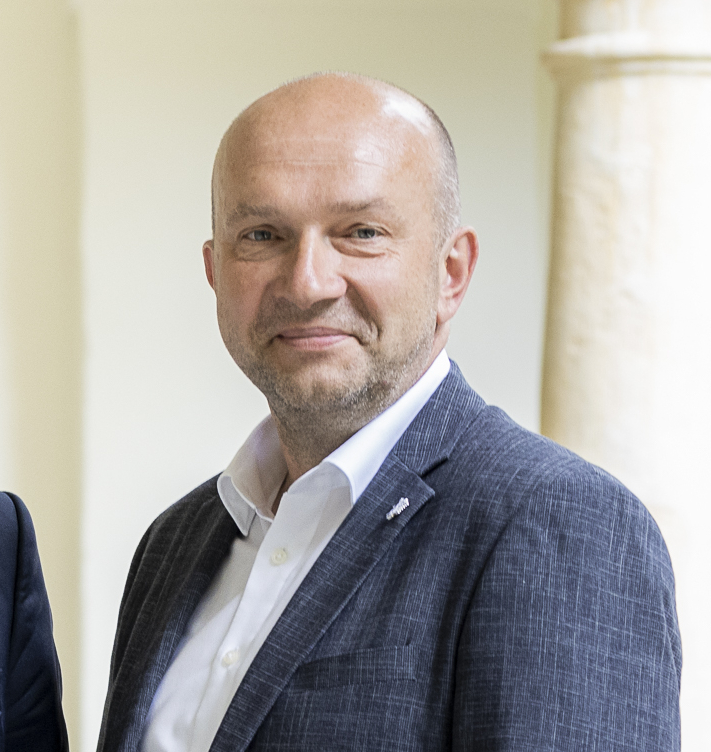
Bruno Aschenbrenner im Juni 2022

Bruno Aschenbrenner (* 16. Oktober 1970 in Graz) ist ein österreichischer Politiker der Österreichischen Volkspartei (ÖVP). Ab 2010 war er Bürgermeister von Sankt Marein bei Knittelfeld, seit 2015 ist er Bürgermeister von Sankt Marein-Feistritz. Von Oktober 2018 bis Dezember 2019 war er vom Landtag Steiermark entsandtes Mitglied des Bundesrates, seit Jänner 2020 ist er Abgeordneter zum Landtag Steiermark.

## Leben

### Ausbildung und Beruf
Bruno Aschenbrenner besuchte nach der Volksschule in St. Marein und dem Bundesgymnasium und Bundesrealgymnasium in Knittelfeld von 1986 bis 1992 die Höhere Bundeslehranstalt für Forstwirtschaft Bruck an der Mur. Nach dem Präsenzdienst 1992/93 ist er seit 1993 im Forstdienst des Landes Steiermark tätig. 1995 legte er die Staatsprüfung für den Försterdienst ab. Seit 1999 ist er Bezirksförster in der Bezirkshauptmannschaft Knittelfeld bzw. Murtal.

### Politik
Von 1998 bis Ende 2014 war er Mitglied des Gemeinderates der Gemeinde Sankt Marein bei Knittelfeld, von 2000 bis 2010 fungierte er dort als Gemeindekassier. 2010 folgte er Wolfgang Kuhelnik (SPÖ) als Bürgermeister nach. Mit Jahreswechsel 2014/15 wurden die beiden Gemeinden Sankt Marein bei Knittelfeld und Feistritz bei Knittelfeld zur neuen Gemeinde Sankt Marein-Feistritz zusammengelegt, zu deren Bürgermeister Aschenbrenner im April 2015 gewählt wurde.
Aschenbrenner ist seit 2003 Obmann der Förster im öffentlichen Dienst Steiermark, seit 2006 Bezirksobmann des Österreichischen Arbeitnehmerinnen- und Arbeitnehmerbundes (ÖAAB) und Mitglied im Landesvorstandes des Steirischen Arbeitnehmerinnen- und Arbeitnehmerbundes, seit 2010 Obmann der Dienststellenpersonalvertretung der Bezirkshauptmannschaft Knittelfeld bzw. Murtal, ab 2013 geschäftsführender Bezirksparteiobmann der ÖVP Murtal und seit 2014 Obmann der Leaderregion Innovationsregion Murtal.
Ab dem 23. Oktober 2018 war er als Nachfolger von Gregor Hammerl vom Landtag Steiermark entsandtes Mitglied des Bundesrates. Nach der Landtagswahl 2019 schied er mit 16. Dezember 2019 aus dem Bundesrat aus. In der zweiten Sitzung der XVIII. Gesetzgebungsperiode am 21. Jänner 2020 wurde er als Abgeordneter zum Landtag Steiermark angelobt. Er rückte für ein ÖVP-Regierungsmitglied der im Dezember 2019 gebildeten Landesregierung Schützenhöfer II nach.
2022 wurde er als Nachfolger von Hermann Hartleb zum Bezirksobmann der ÖVP Murtal gewählt.